# دعوة العليا (مناخة)

تعديل مصدري - تعديل

دعوة العليا هي إحدى قرى عزلة دعوة بمديرية مناخة التابعة لمحافظة صنعاء، بلغ تعداد سكانها 512 نسمة حسب تعداد اليمن لعام 2004.